# BCマジェイケイ
BCマジェイケイ（英: BC Mažeikiai）は、リトアニア・マジェイケイを本拠地とするプロバスケットボールクラブである。リトアニア国内1部リーグのリトアニア・バスケットボール・リーグ (LKL) に所属している。

## 歴史
2005年、地元自治体およびビジネスマンによって設立された。2013年、国内2部リーグの全国バスケットボール・リーグ (NKL) で優勝を果たした。しかし、LKL基準に沿うホーム・アリーナを有していなかったため、LKLに昇格することはなかった。翌シーズンもNKLで優勝し、LKLに昇格。しかし、LKL初シーズンとなる2014–15シーズンは11位と成績低迷し、NKLに降格した。その後、2023–24シーズンにLKLに復帰。2024–25シーズンでLKL最下位となり、NKLに降格となった。

## 各シーズンの成績
| シーズン | 国内       | 国内 | 国内       | LKF杯／ミン ダウガス王杯 | 欧州   | 欧州 |
| シーズン | リーグ     | RS   | PS         | LKF杯／ミン ダウガス王杯 | リーグ | 順位 |
| -------- | ---------- | ---- | ---------- | ------------------------ | ------ | ---- |
| 2005–06  | RKL（3部） |      | 優勝       |                          | –      | –    |
| 2006–07  | RKL（3部） |      | 4位        |                          | –      | –    |
| 2007–08  | NKL（2部） | 14位 | 進出ならず |                          | –      | –    |
| 2008–09  | NKL（2部） | 3位  | 3位        |                          | –      | –    |
| 2009–10  | NKL（2部） | 4位  | 3位        |                          | –      | –    |
| 2010–11  | NKL（2部） | 3位  | 準優勝     |                          | –      | –    |
| 2011–12  | NKL（2部） | 7位  | ベスト16   |                          | –      | –    |
| 2012–13  | NKL（2部） | 1位  | 優勝       |                          | –      | –    |
| 2013–14  | NKL（2部） | 1位  | 優勝       |                          | –      | –    |
| 2014–15  | LKL（1部） | 11位 | 進出ならず |                          | –      | –    |
| 2015–16  | NKL（2部） | 2位  | ベスト8    |                          | –      | –    |
| 2016–17  | NKL（2部） | 10位 | ベスト16   |                          | –      | –    |
| 2017–18  | NKL（2部） | 11位 | ベスト8    |                          | –      | –    |
| 2018–19  | NKL（2部） | 14位 | 進出ならず |                          | –      | –    |
| 2019–20  | NKL（2部） | 10位 | 10位       |                          | –      | –    |
| 2020–21  | NKL（2部） | 14位 | 進出ならず |                          | –      | –    |
| 2021–22  | NKL（2部） | 10位 | ベスト8    |                          | –      | –    |
| 2022–23  | NKL（2部） | 4位  | 準優勝     |                          | –      | –    |
| 2023–24  | LKL（1部） | 8位  | ベスト8    | グループステージ敗退     | –      | –    |
| 2024–25  | LKL（1部） | 10位 | 進出ならず | グループステージ敗退     | –      | –    |
| 2025–26  | NKL（2部） |      |            |                          | –      | –    |

## 歴代所属選手
- チャンシー・コリンズ (2023–)
- アレックス・アデトクンポ (2024)
- ダニエル・ドレンツ（英語版） (2023–2024)
- ギエドリュス・スタニュリス（リトアニア語版） (2023–)
- マルティーナス・パリュケナス（リトアニア語版） (2023–2024)